# Liberum veto
Liberum veto (lat.: ‘slobodni veto’, ‘slobodna zabrana’), u Poljsko-Litavskoj Uniji bilo je pravo svakog člana Sejma (parlamenta) da svojim glasom onemogući da određeni zakonski prijedlog postane zakonom. To je pravo priznato prvi puta u poljskom saboru 1652. za vrijeme vladavine kralja Ivana II. Kazimira. No, liberum veto kočio je politički život države. Pokušaj poljskoga kralja Stanislava II. Augusta Poniatowskoga da ograniči mogućnost njegove uporabe izazvao je građanski rat i posljedično rusku vojnu intervenciju 1767., koja je omogućila prvu podjelu Poljske 1772. Liberum veto konačno je ukinut 1791.

## Za daljnje čitanje
- Liberum veto (Encyclopædia Britannica)